# Ursicino di Ravenna (martire)
San Ursicino di Ravenna (Liguria, ... – Ravenna, ...; fl. III secolo) fu un cristiano di origine ligure; a Ravenna subì il martirio per la fede ed è venerato come santo dalla Chiesa cattolica.
La sua vicenda biografica è molto scarna di notizie ed è solitamente affiancata a quella dei santi Vitale, Valeria, Gervasio e Protasio. La sua memoria liturgica ricorre il 28 aprile.

## Biografia
Il racconto di un opuscolo scritto da Filippo, di origine milanese, descrive le vicende storiche dei santi Vitale e Valeria e dei loro figli, Gervasio e Protasio. Vitale, un ufficiale romano convertito al Cristianesimo, si ritrovò ad accompagnare il giudice Paolino in un viaggio da Milano a Ravenna.
Proprio in quel periodo, nella città cispadana, era attivo Ursicino, medico di origine ligure, anch'esso cristiano, che vi si era trasferito, probabilmente, per impegni di lavoro. Una volta che in città si scatenò la persecuzione contro i cristiani, Ursicino venne imprigionato e condannato a morte.
Vitale, avvertito della sua cattura, raggiunse ben presto il compagno mentre questi era condotto verso il luogo dell'esecuzione, assistendolo e incitandolo a non cedere, dato che Ursicino temeva con orrore una morte violenta. Rassicurato dalle parole del soldato, Ursicino accettò più volentieri il suo destino e venne decapitato. Il suo corpo, raccolto dallo stesso Vitale, trovò sepoltura nella città di Ravenna.
Le sue reliquie furono conservate nella chiesa di San Giovanni Battista (oggi scomparsa). Verso il 972 furono traslate nella Cattedrale, dove si trovano tuttora.

## Iconografia
Nei mosaici di Sant'Apollinare Nuovo, Sant'Ursicino compare in compagnia dei quattro santi coi quali condivise il martirio.
L'artista ravennate Luca Longhi eseguì nel 1558 un dipinto raffigurante il martirio del santo per decapitazione, attualmente conservato nel Museo d'arte della città di Ravenna.